# Compsomyces palameni
Compsomyces palameni är en svampart som beskrevs av Thaxt. 1931. Compsomyces palameni ingår i släktet Compsomyces och familjen Laboulbeniaceae.   Inga underarter finns listade i Catalogue of Life.